# Solva ichneumonea
Solva ichneumonea är en tvåvingeart som först beskrevs av Frey 1960.  Solva ichneumonea ingår i släktet Solva och familjen lövträdsflugor.
Artens utbredningsområde är Burma. Inga underarter finns listade i Catalogue of Life.